# Pastetenteig

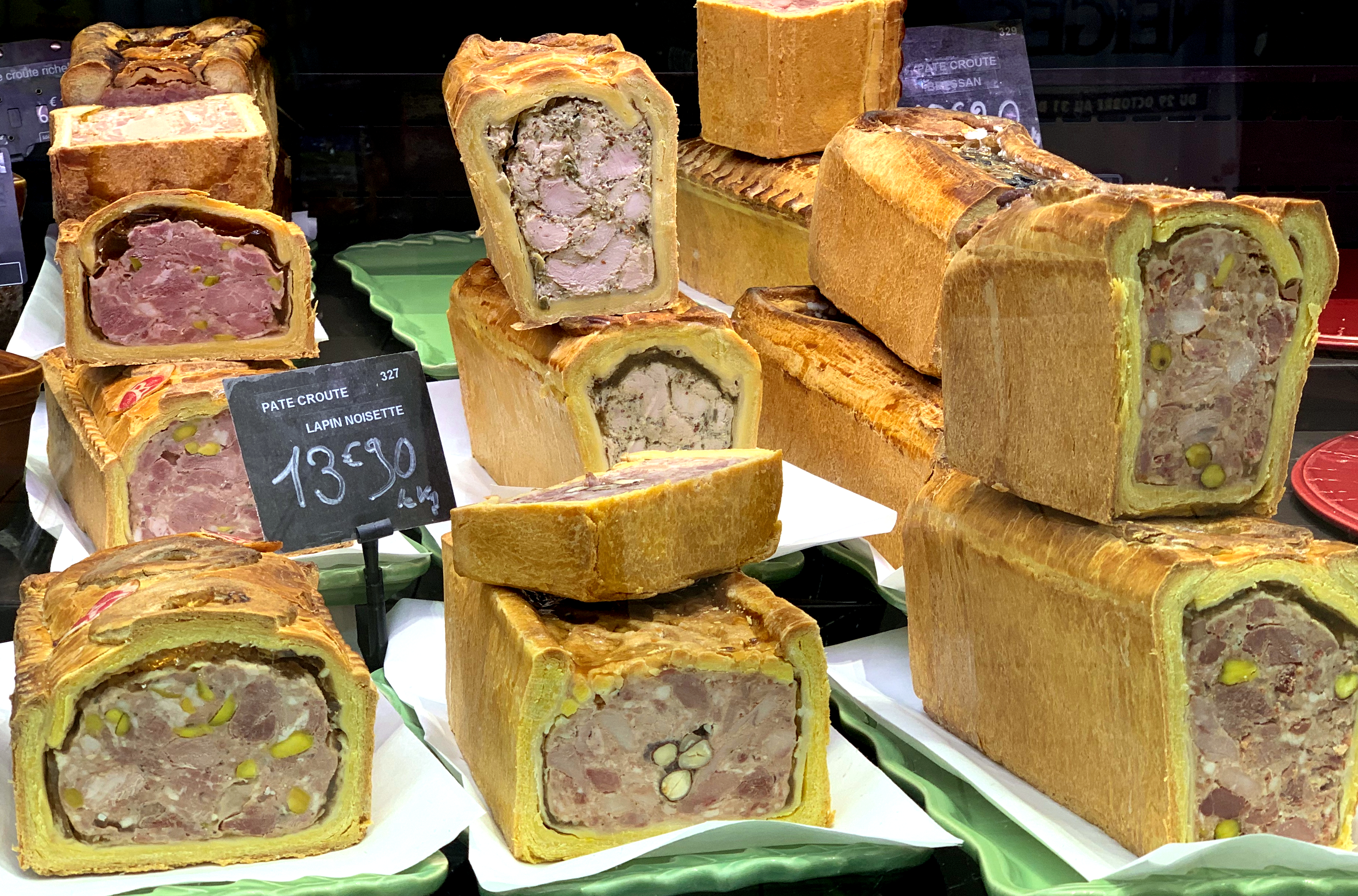
Krustenpasteten (Pâtés en croûte) mit verschiedenen Farcen.

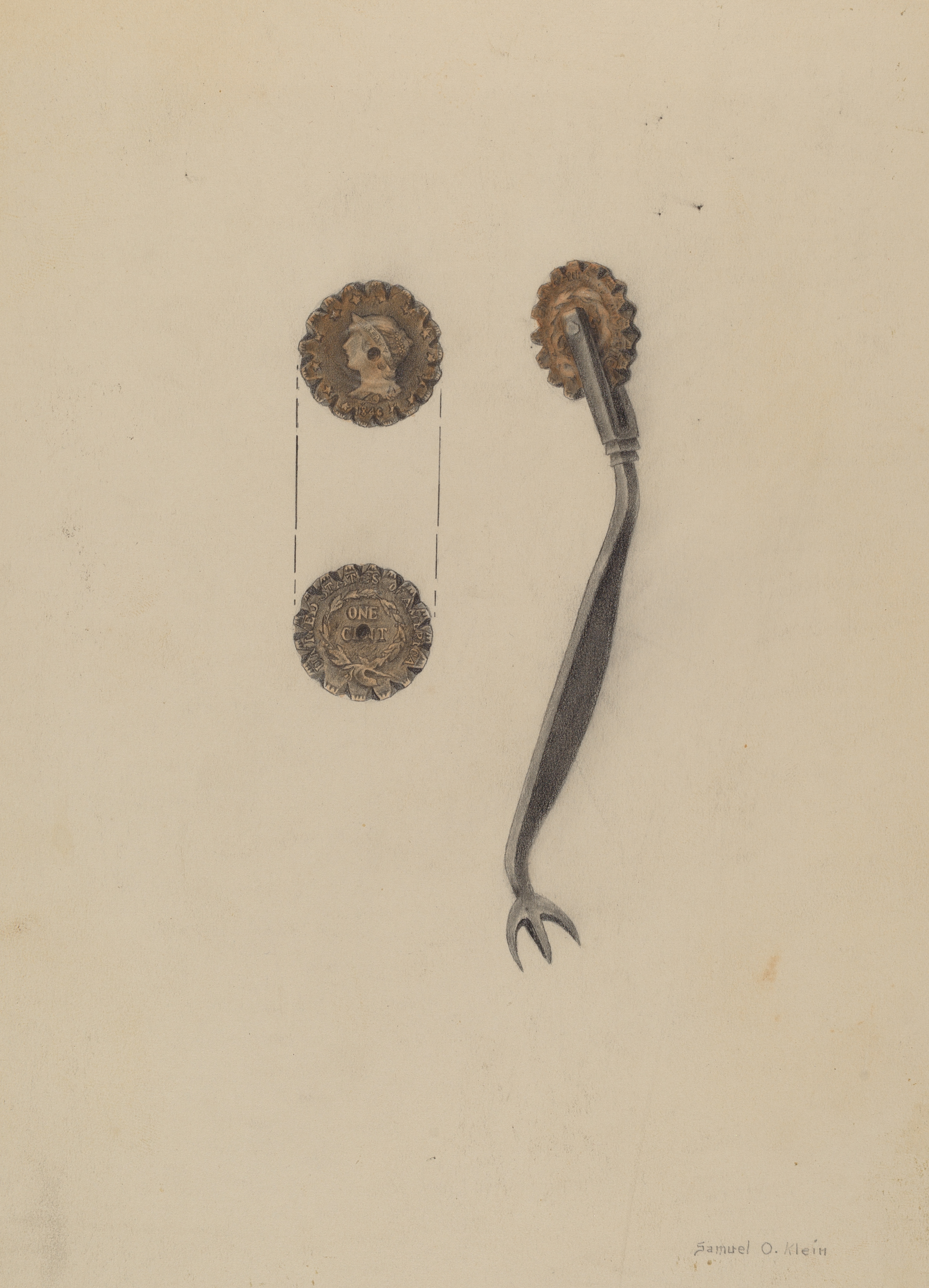
Radel und Kneifer für Pastetenteig

Pastetenteig (französisch pâte à pâté, englisch pâté pastry) wird zum Auslegen von Krustenpasteten (franz. pâté en croûte) benötigt. Er ähnelt dem Mürbeteig, ist aber ungesüßt und wird mit kaltem Wasser geknetet und oft als Schmalzteig hergestellt.

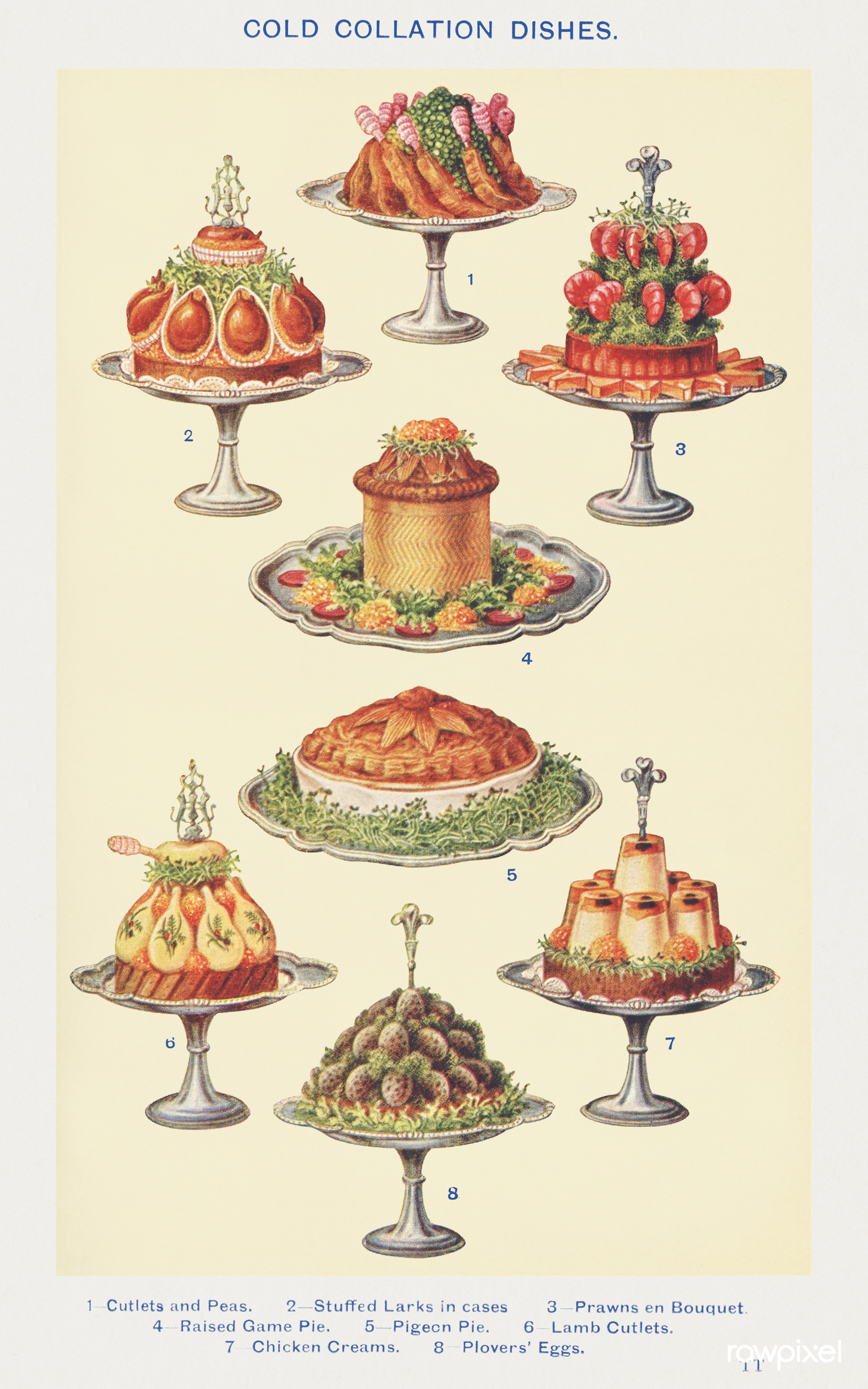
„Raised game pie“ (Wildpastete) in der Mitte Nr. 4

Pastetenteig eignet sich auch zum Herstellen von Törtchen (Tartelettes) und Schiffchen (Barquettes). Pasteten ohne Teigkruste heißen Terrinnen. Englische Pastetenteige für die sogenannten „raised meat pies“ werden mit heißem Wasser geknetet, was sie zäh und formbar wie Lehm macht: diese Umhüllungen sind in diesem Falle nicht zum Verzehr gedacht, sondern zur Schau.

## Geschichte
Ursprünglich wurden die Pastetenteige nur aus Weizenmehl, Salz und Wasser zubereitet, ähnlich dem Nudelteig ohne Eier. Die Pastetenhülle sollte lediglich die Füllung vor dem Austrocknen schützen und haltbarer machen, aber auch als Blickfang dienen und wurde daher erst nicht mitgegessen, bis man die "köstliche Geschmacksharmonie von Teigkrusten und Pastetenfarcen" entdeckte. Auguste Escoffier unterschied zwei Arten von Pastetenteig: mit Butter oder mit Schmalz.

## Zubereitung
Die Anforderungen an die heutigen Teighüllen sind: Sie sollen fettreich und locker, gut aufzuarbeiten und dekorierbar sein. Aus Mehl, Fett, Wasser, Salz und ggf. Eiern wird durch wenig Kneten ein Teig hergestellt, der erst durch längeres Rasten glatt wird. Mit dem dick ausgerollten Teig wird eine Backform ausgelegt, sodass er über den Rand der Form lappt, und darauf legt man dünne Scheiben Selchspeck (in Wasser ausgekocht, um das Zusammenziehen zu verhindern). Eine Farce und ggf. Einlagen werden eingefüllt, die Speckscheiben sowie die Teigränder drübergeschlagen. Ein drübergelegtes Teigblatt bildet den Abschluss der Pastete, in die noch zwei größere Löcher geschnitten werden, in welche (Pergamentpapier-)Zylinder gesteckt werden (oder eine Art Schornstein oder Kamin ausstechen und mit Teigrand umlegen), um das austretende Fett während des Backens aufzufangen. Teigdeckel gut verschließen und Oberfläche mit Teigornamenten verzieren. Die Ränder der Teigplatten können mit einem Pastetenteigkneifer verbunden werden. Nach dem Garprozess lässt man während des Auskühlens das heiße Fett aus den Zylindern wieder in die Pastete laufen. Durch die Löcher im Pastetenteig wird noch warmer Aspik eingefüllt und erstarren gelassen.
Eine Besonderheit: Blätterteig wird vorwiegend für warme Pasteten verwendet (Blätterteigpastete).